# مسابقه زشت‌ترین مرد

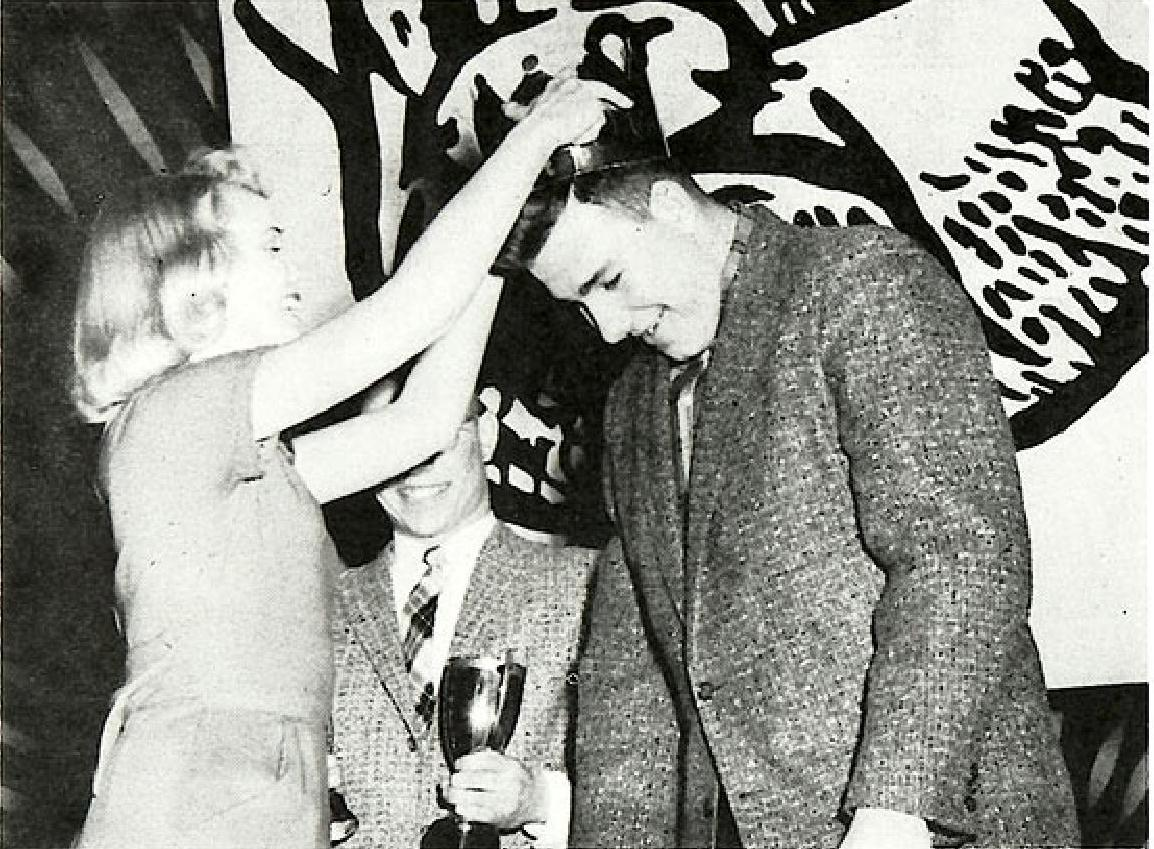
یکی از اعضای بخش کالج آگوستانا در انجمن برادری آلفا فی امگا تاج «مرد زشت‌ترین در محوطه دانشگاه» را در سال ۱۹۵۸ دریافت کرد.

مسابقه زشت‌ترین مرد (انگلیسی: Ugly man contest) مسابقه ای است که با رقابت مردان برای عنوان زشت‌ترین برگزار می‌شود، این مسابقه مفهوم مسابقه زیبایی را به چالش می‌گیرد. این گونه رقابت‌ها معمولاً به شوخی انجام می‌شد و آرا بیشتر نشان دهنده محبوبیت بود تا عدم جذابیت فیزیکی واقعی. این مسابقات به عنوان وسیله ای برای جمع‌آوری کمک مالی مورد استفاده قرار می‌گرفت و برای هر رای داده شده پول دریافت می‌شد.